# Liste der Stolpersteine in Wörth am Main
Diese Liste der Stolpersteine in Wörth am Main enthält die Stolpersteine, die im Rahmen des gleichnamigen Kunstprojekts von Gunter Demnig in der unterfränkischen Stadt Wörth am Main verlegt wurden. Mit ihnen soll Opfern des Nationalsozialismus gedacht werden, die in Wörth am Main lebten und wirkten.
Die 10 cm × 10 cm × 10 cm großen Betonquader mit Messingtafel sind in den Bürgersteig vor jenen Häusern eingelassen, in denen die Opfer einmal zu Hause waren. Die Inschrift der Tafel gibt Auskunft über ihren Namen, ihr Alter und ihr Schicksal. Die Stolpersteine sollen dem Vergessen der Opfer der nationalsozialistischen Gewaltherrschaft entgegenwirken.
Bereits 2008 war in einer Stadtratssitzung das Projekt „Stolpersteine“ in Wörth am Main vorgestellt worden. Alle Stadträte waren der Meinung, dass auch in Wörth dieser Teil der Geschichte nicht in Vergessenheit geraten darf. Voraussetzung für die Umsetzung dieser Gedenkform war das Einverständnis der Hinterbliebenen der jüdischen Familien. Nachdem auch mit den derzeitigen Hauseigentümern Kontakt aufgenommen worden war, um das Einverständnis mit der Verlegung von Stolpersteinen vor ihrem Anwesen einzuholen, wurde im Juni 2015 die Verlegung der Stolpersteine beschlossen.
Nach der Verlegung der 16 Stolpersteine am 24. April 2017 wurde am Nachmittag desselben Tages in einem Festakt die Erinnerungstafel „Mitten unter uns“ am Alten Rathaus an die Öffentlichkeit übergeben. Am Abend wurde mit dem Konzert „Jüdische Musik“ die Doppelausstellung „Mitten unter uns: Landjuden in Unterfranken vom Mittelalter bis ins 20. Jahrhundert“ und „Jüdisches Leben in der Stadt Wörth am Main“ im Schifffahrtsmuseum eröffnet.

## Verlegte Stolpersteine
In Wörth am Main wurden 16 Stolpersteine an fünf Adressen verlegt.
| Stolperstein | Inschrift | Verlegeort                    | Name, Leben |
| ------------ | --- | ----------------------------- | --- |
|              | HIER WOHNTE BERTHA BERLINER JG. 1866 GEDEMÜTIGT / ENTRECHTET TOT 28. 6. 1938                                                | Rathausstraße 30 (Verlegeort) | Bertha Berliner war Mutter von acht Kindern. Sohn Julius war im Ersten Weltkrieg gefallen, Isidor und Wally wanderten bereits Ende der 20er Jahre nach Amerika aus. |
|              | HIER WOHNTE FRIEDA BERLINER JG. 1897 FLUCHT 1933 USA                                                                        | Rathausstraße 30 (Verlegeort) | Frieda Berliner Berthas Kinder Frieda, Walter und Meda gelang es im Verlauf der 30er Jahre nach Amerika auszuwandern. |
|              | HIER WOHNTE HERMANN BERLINER JG. 1935 DEPORTIERT 1942 KRASNYSTAW ERMORDET                                                   | Rathausstraße 30 (Verlegeort) | Hermann Berliner |
|              | HIER WOHNTE KATHINKA BERLINER GEB. GERNSHEIMER JG. 1908 DEPORTIERT 1942 KRASNYSTAW ERMORDET                                 | Rathausstraße 30 (Verlegeort) | Kathinka Berliner |
|              | HIER WOHNTE MATHEL BERLINER JG. 1939 DEPORTIERT 1942 KRASNYSTAW ERMORDET                                                    | Rathausstraße 30 (Verlegeort) | Mathel Berliner |
|              | HIER WOHNTE SAMUEL BERLINER JG. 1899 DEPORTIERT 1942 KRASNYSTAW ERMORDET                                                    | Rathausstraße 30 (Verlegeort) | Samuel Berliner, genannt Sally, führte eine Metzgerei in Wörth am Main, die Anfang 1938 gewerblich abgemeldet wurde. Wann genau die Familie Wörth verließ, ist nicht bekannt. Der Sohn Herrmann war noch in Wörth geboren worden, Tochter Mathel kam am 27. Dezember 1939 in Frankfurt am Main zur Welt, wo die Familie bis zu ihrer Deportation lebte.            |
|              | HIER WOHNTE WALTER BERLINER JG. 1906 FLUCHT 1938 USA                                                                        | Rathausstraße 30 (Verlegeort) | Walter Berliner |
|              | HIER WOHNTE ALFRED FERNHEIMER JG. 1871 DEPORTIERT 1942 THERESIENSTADT ERMORDET 16. 5. 1943                                  | Weberstraße 2 (Verlegeort)    | Alfred Fernheimer Das Ehepaar betrieb bis zu seinem Wegzug einen Vieh- und Manufakturwarenhandel. Diese Gewerbe wurden 1938 abgemeldet. Es ist nicht bekannt, wann die beiden Wörth verließen. Sie zogen nach Dresden und wurden von dort deportiert. |
| Bild gesucht | HIER WOHNTE BABETTE FERNHEIMER JG. 1882 DEPORTIERT 1940 GURS INTERNIERT DRANCY DEPORTIERT 1942 AUSCHWITZ ERMORDET AUG. 1942 | Rathausstraße 41 (Verlegeort) | Babette Fernheimer blieb ledig. Sie war bis 1935 Besitzerin eines Schuhgeschäftes in Wörth und zog am 2. Oktober 1935 nach Mannheim. Sie wurde am 22. Oktober 1940 nach Gurs deportiert und am 10. August 1942 nach Auschwitz. Dort wurde sie vermutlich gleich nach ihrer Ankunft ermordet.                                                                       |
|              | HIER WOHNTE SARA FERNHEIMER GEB. ROSENSTOCK JG. 1877 DEPORTIERT 1942 THERESIENSTADT ERMORDET 23. 1. 1944                    | Weberstraße 2 (Verlegeort)    | Sara Fernheimer |
|              | HIER WOHNTE JENNY HART GEB. HERRMANNS JG. 1891 GEDEMÜTIGT / ENTRECHTET MIT HILFE ÜBERLEBT                                   | Rathausstraße 45 (Verlegeort) | Jenny Hart Am 22. Juni 1912 heiratete Jenny Herrmanns den Katholiken Otto Hart, der Gemeindebediensteter bei der Stadt Wörth am Main war. Das Ehepaar mit ihren beiden Kindern wurde zwar wie eine jüdische Familie behandelt, entging aber der Deportation in ein Vernichtungslager. Jenny Hart war die einzige Jüdin, die die NS-Zeit in Wörth lebend überstand. |
|              | HIER WOHNTE NORBERT HART JG. 1916 FLUCHT 1933 SCHWEDEN                                                                      | Rathausstraße 45 (Verlegeort) | Norbert Hart |
|              | HIER WOHNTE WALTER HART JG. 1933 GEDEMÜTIGT / ENTRECHTET MIT HILFE ÜBERLEBT                                                 | Rathausstraße 45 (Verlegeort) | Walter Hart |
|              | HIER WOHNTE DAVID HERRMANNS JG. 1859 GEDEMÜTIGT / ENTRECHTET TOT 29. 11. 1934                                               | Rathausstraße 45 (Verlegeort) | David Herrmanns und Sophie hatten am 11. März 1891 in Wörth am Main geheiratet, Jenny (auch Jenni) war ihr einziges Kind. Nach seinem Tod führte Sophie den Kolonialwarenhandel ihres Mannes noch bis zum November 1938 weiter. |
|              | HIER WOHNTE SOPHIE HERRMANNS GEB. BERLINER JG. 1859 DEPORTIERT 1942 THERESIENSTADT ERMORDET 8. 10. 1942                     | Rathausstraße 45 (Verlegeort) | Sophie Herrmanns |
|              | HIER WOHNTE MEDA SPEIER GEB. BERLINER JG. 1907 FLUCHT 1938 USA                                                              | Rathausstraße 30 (Verlegeort) | Meda Speier |

## Verlegedatum
- 24. April 2017